# 樸壽

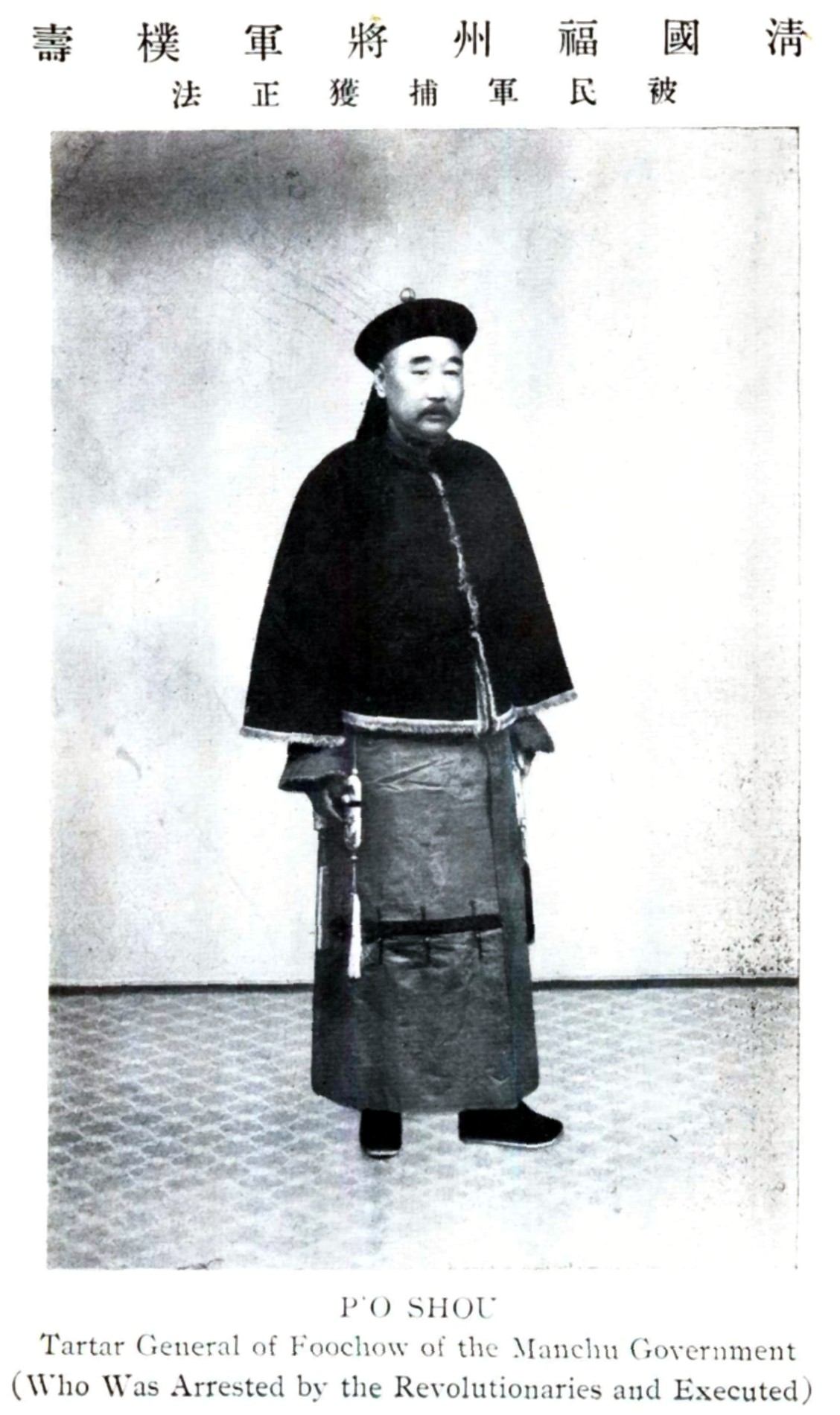
樸壽被民軍捕獲正法

樸壽（1856年—1911年11月10日），字仁山，滿洲鑲黃旗人。清朝官员。

## 生平

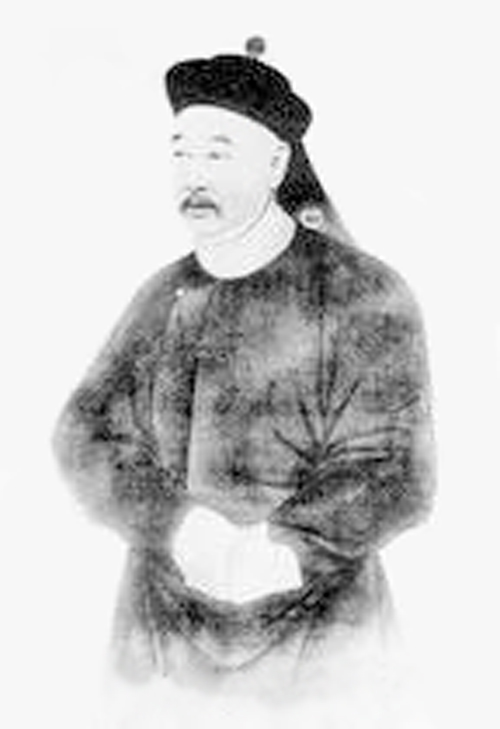
《庚子辛亥忠烈像赞》中的樸壽像

歷官太常寺筆帖式、步軍統領衙門筆帖式，加理事同知銜，光緒二十年（1896年）舉人，授吏部漢字堂主事，總理衙門章京、吏部科甲員外郎、外務部和會司郎中。庚子拳亂後，八國聯軍入城，樸壽與各國共謀保商安民。歷官山西歸綏道、歸化關監督（山西歸綏道兼），加副都統銜，後任庫倫辦事大臣、歸化城副都統。光緒三十二年（1906年），授正白旗漢軍副都統、鑲藍旗滿洲副都統，遷正黃旗漢軍都統。光緒三十三年（1907年），任福州將軍，任內整頓旗務，禁鴉片煙，訓練軍隊，得精兵四千。宣統三年（1911年），福建提督孫道仁率新軍起事，樸壽率防軍與革命軍交戰，把工藝傳習所職員吳和軒以圖謀不軌抓去斬首，刳腹懸屍，以向革命者示威，並派文楷組織「殺漢團」衝殺。11月10日，樸壽戰敗被捕，被民軍肢解，棄屍山下。樸壽的死因另有六種不同版本。贈太子太保，予二等輕車都尉世職，諡忠肅。

## 延伸阅读
[在维基数据编辑]
 《清史稿/卷470》，出自趙爾巽《清史稿》